# Thrill Blues Festival
Thrill Blues Festival glazbeni je festival koji se održava u mjesecu srpnju u Trilju.
Prvo izdanje festivala održalo se 2017. godine. Od tada redovno ugošćuje izvođače svjetske i regionalne blues scene. Osim glazbenih nastupa, u sklopu festivala održavaju se izložbe slika, prikazivanja blues filmskih klasika te promocije glazbenih spotova. U sklopu festivala u prostorijama Osnovne škole Trilj djeluje i Thrill Blues School, svojevrsna škola bluesa koja uključuje radionice za najmlađe, te satove bluesa za starije mlade glazbenike čiji su mentori i predavači strani i domaći blues glazbenici i pedagozi.
Sva koncertna događanja održavaju se u Gradskom parku.

## Vanjske poveznice
- Službene stranice